# Sybra miscanthivola
Sybra miscanthivola är en skalbaggsart som beskrevs av Makihara 1977. Sybra miscanthivola ingår i släktet Sybra och familjen långhorningar. Inga underarter finns listade i Catalogue of Life.